# テクノポリス (ゲームセンター)
ゲームセンターテクノポリスは、新潟県長岡市で営業しているゲームセンター。通称『テクポリ』

## 概要
運営は株式会社アミューズメントファクトリー。経営者兼店長・吉田健智氏が前職でパチンコ店の経営に携わった際、不採算のパチンコ店の業態をゲームセンターにする提案を行ったが断わられた。それを機に独立することを決め27歳で退職、起業してテクノポリスをオープンした。中小のゲームセンターで、都市部でも運営が難しいビデオゲーム中心の店舗を地方で維持し続けており、ゲーム大会やSNS等を活用した積極的な情報発信により顧客の獲得と定着に努めている。また吉田氏の理念から接客サービスには人一倍こだわっているのも特徴。適切な周期の連射装置、画面録画装置、おしぼりなどプレイヤーが快適に楽しめる設備を整えている。
コンセプトは『こだわりの有るビデオゲーセン』で、1980年代から1990年代を中心に約200台のゲーム機が揃っている。また日本では数少ない筐体を設置していることから、これらをお目当てに来店する遠征プレイヤーも多い。
店頭にて様々なゲームグッズと共に、メンテ用の筐体パーツも販売している。また新作ゲームやゲーム関連イベント等のチラシ頒布を行っている。
施設運営業務のほか、写真・映像のロケーション撮影・編集やイベント用途へのフロア貸し、筐体の出張メンテナンスなども請け負っている。
2020年から発生した新型コロナウィルス感染症拡大の影響により客足が減少していく中で、店舗以外からの収益を確保するため、2020年8月からテクノポリスデザインを立ち上げる。自社オリジナルブランド「ARCADE_PLUS」を展開し、缶バッジやTシャツ等を製作・販売を行っている。

## フロア
ゲームセンターテクノポリスは下記3つのフロアで構成されている。

### テクノポリス
2001年12月7日にオープン。駐車場から最も近いフロアで喫煙できる。このため、20歳未満は立ち入りが禁止されている。例外として、イベント開催中は一時的にフロアを禁煙し、20歳未満でも立ち入りができるようにする場合もある。
対戦格闘ゲームや麻雀を中心とした構成になっており、数は少ないが転用機や近年の対戦アクションゲームも設置している。
同フロアから「ラウンジ」及び「セカンドスタイル」は直接繋がっておらず、移動する際は一度外に出る必要がある。
2020年4月から施行された改正健康増進法により禁煙になる。ただし、加熱式タバコのみ引き続き同フロア内で吸うことができる。

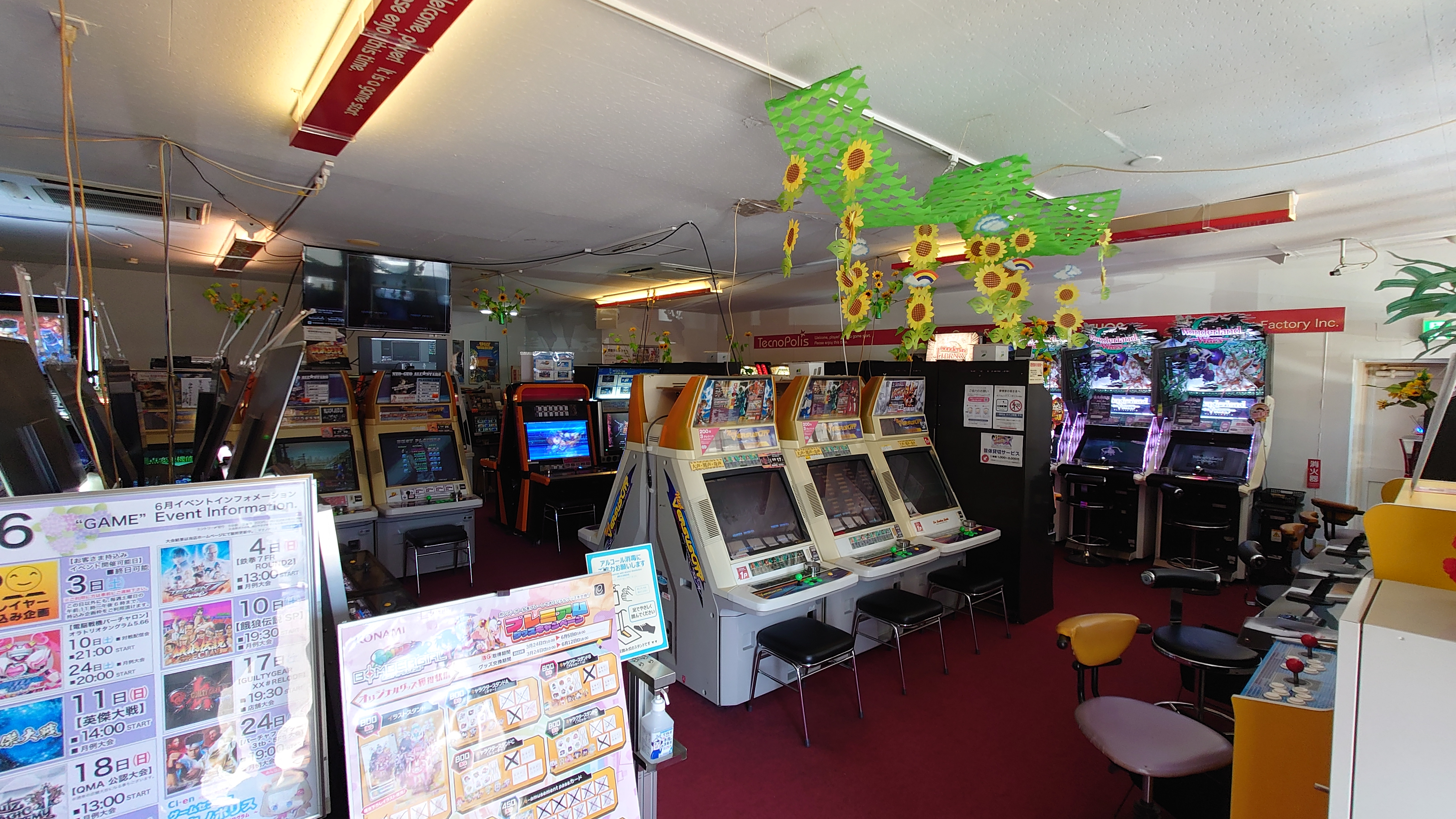
正面
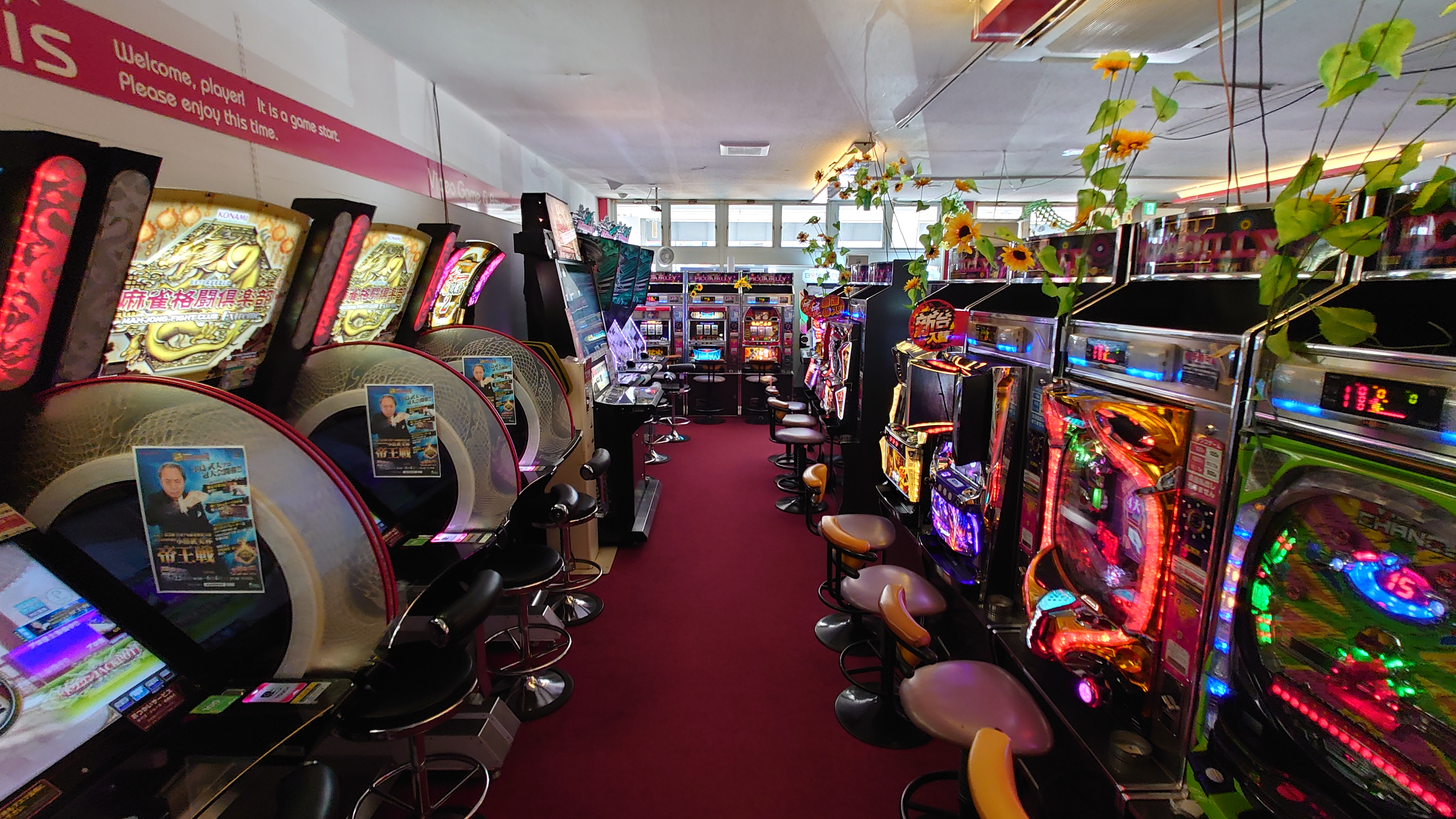
麻雀・転用機
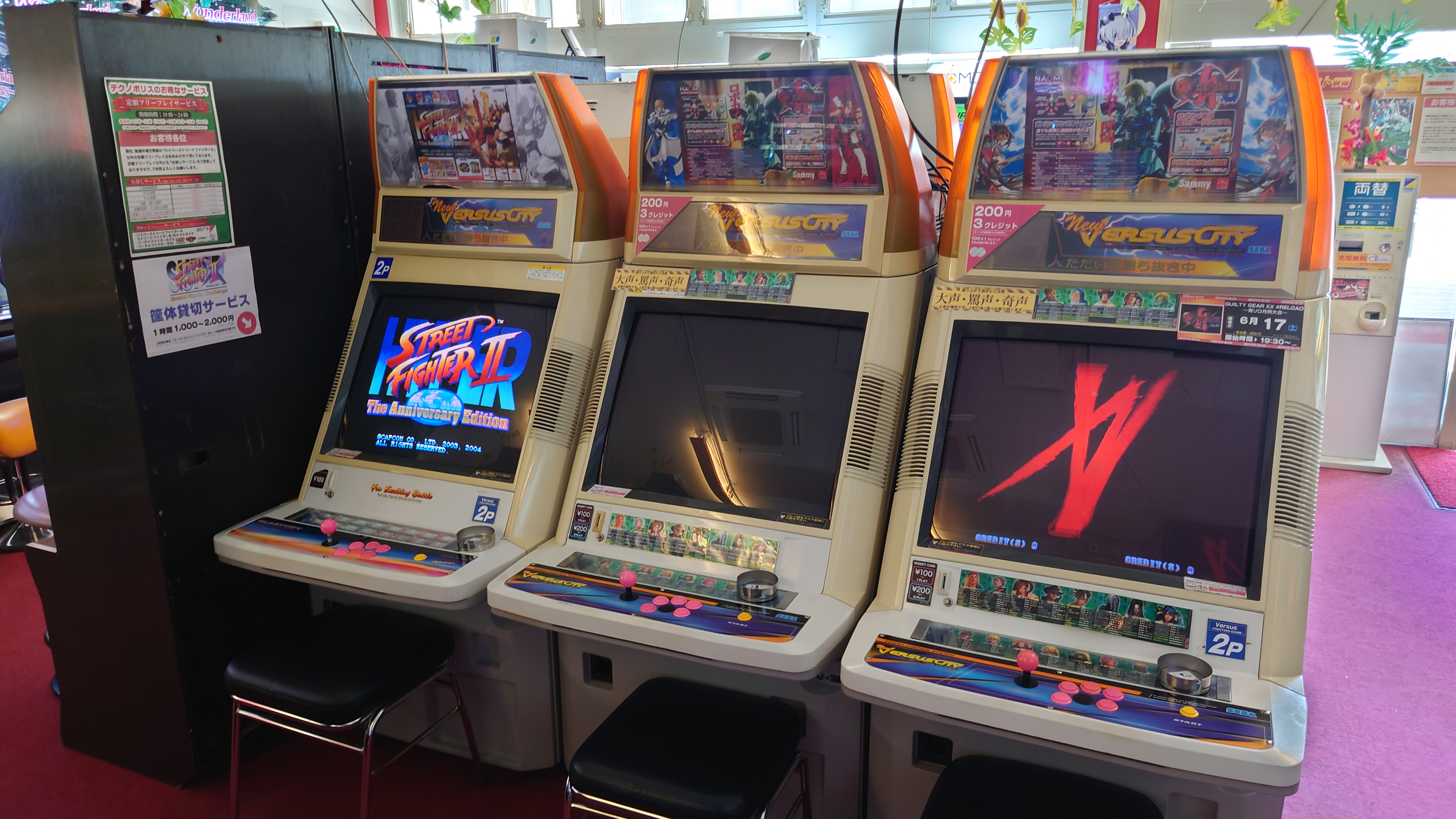
格闘ゲーム

### ラウンジ
2009年3月オープン。「テクノポリス」と「セカンドスタイル」の真ん中に位置するフロアで禁煙。
ダーツライブの他、ゲーム関連書籍が設置されている。ダーツパーツやゲームセンター関連グッズの購入はこちらで行う。週末や年末年始等の夜からは、お酒の提供も行っている。
カウンター上部には大型モニターが設置されており、大会のライブ配信を映している。また、ワールドカップなどの大きなスポーツイベントがある際も、同様に使用することがある。
ゲーム大会の受付は基本的に同フロアで行い、プレイヤー、実況者及び解説者は筐体に移動し、残りの参加者や観覧者は大型モニターから観覧する流れが基本である。なお、内容によっては、同フロアに筐体を移動させて行うこともある。
2020年からチャリティーグッズの展示ショーケース、スーパードラゴンボールヒーローズを始めとしたデータカードダス筐体を設置している。
同フロアと「セカンドスタイル」はフロア内の扉から直接行き来ができる。

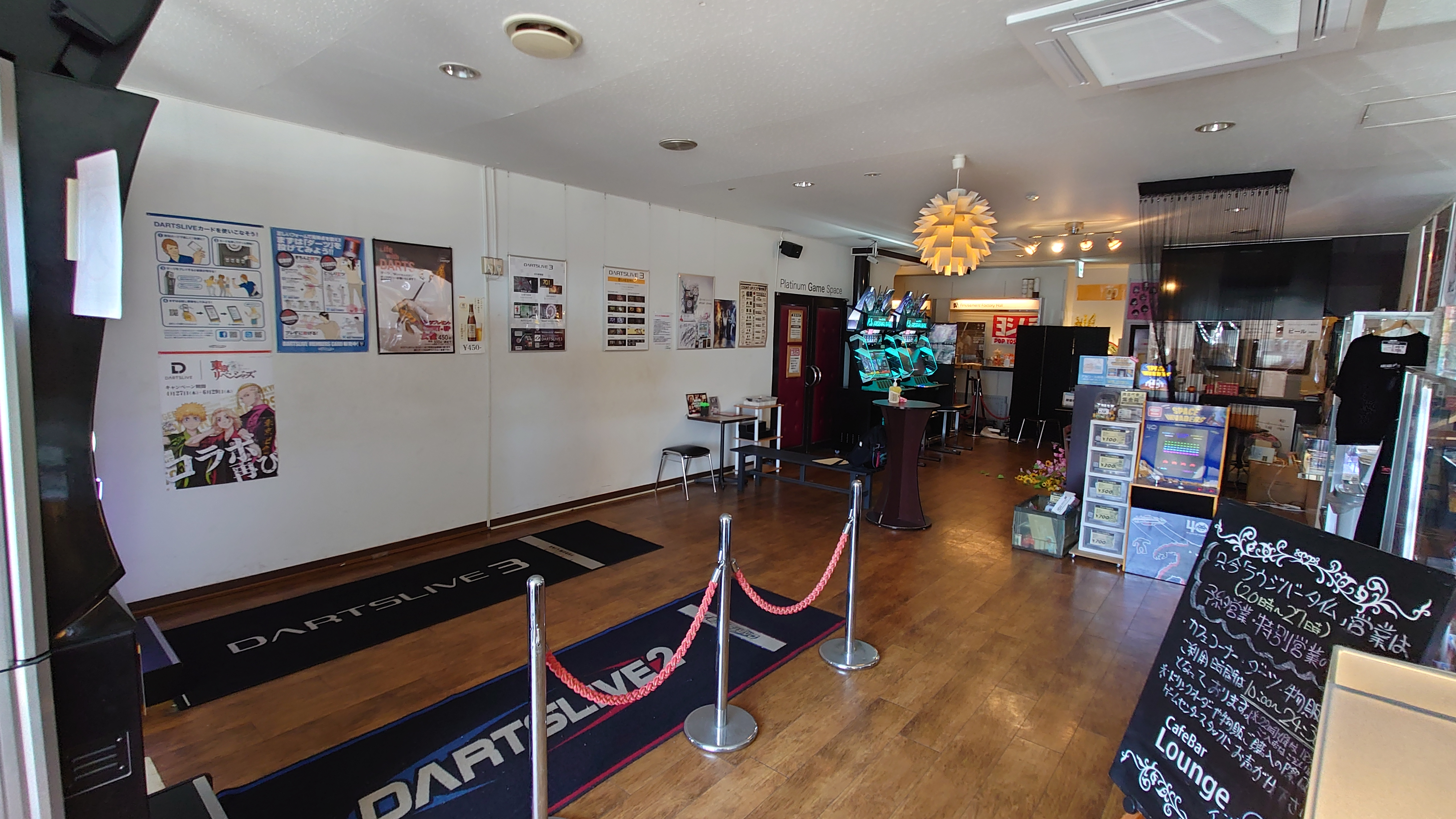
正面
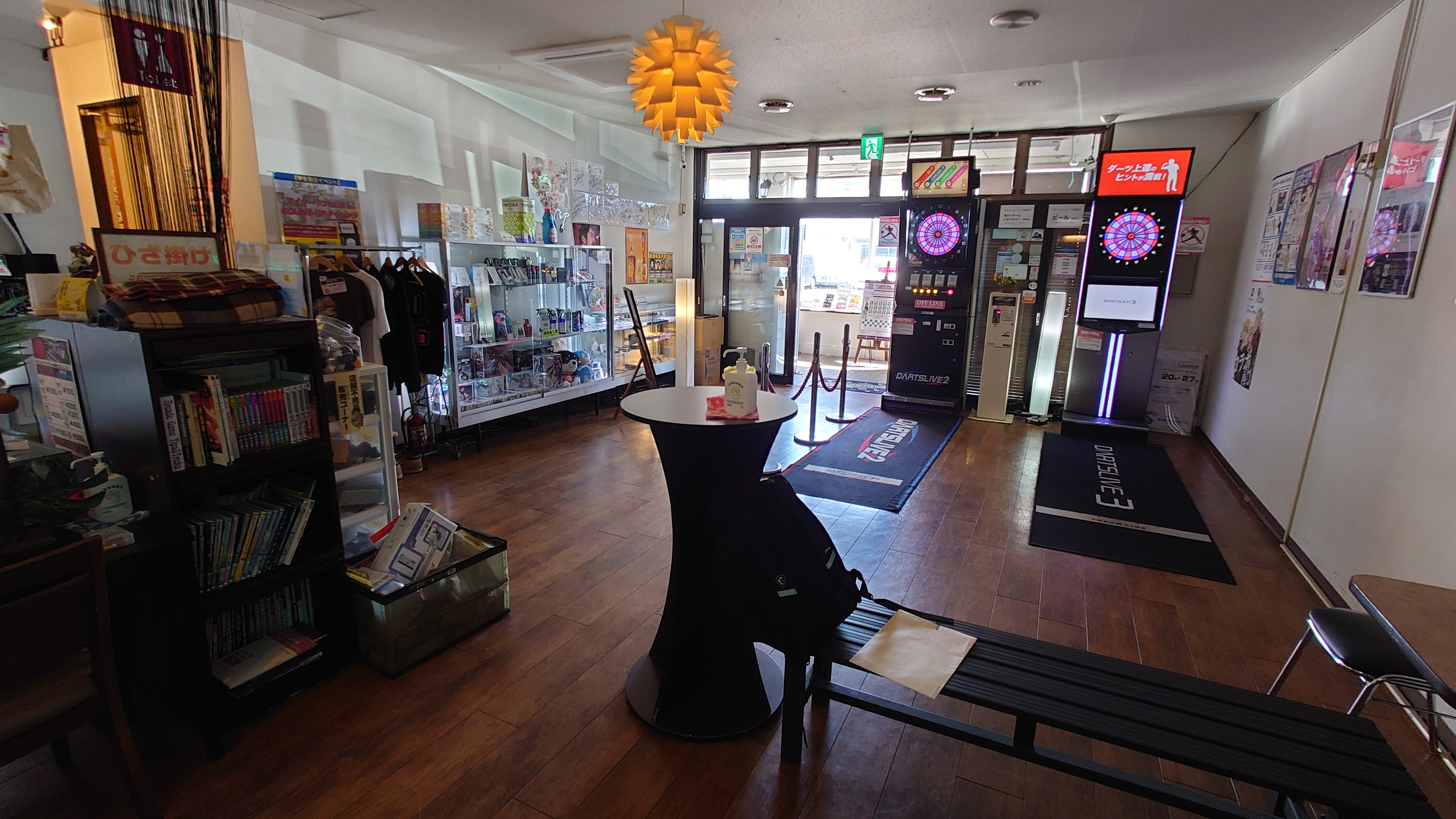
店内
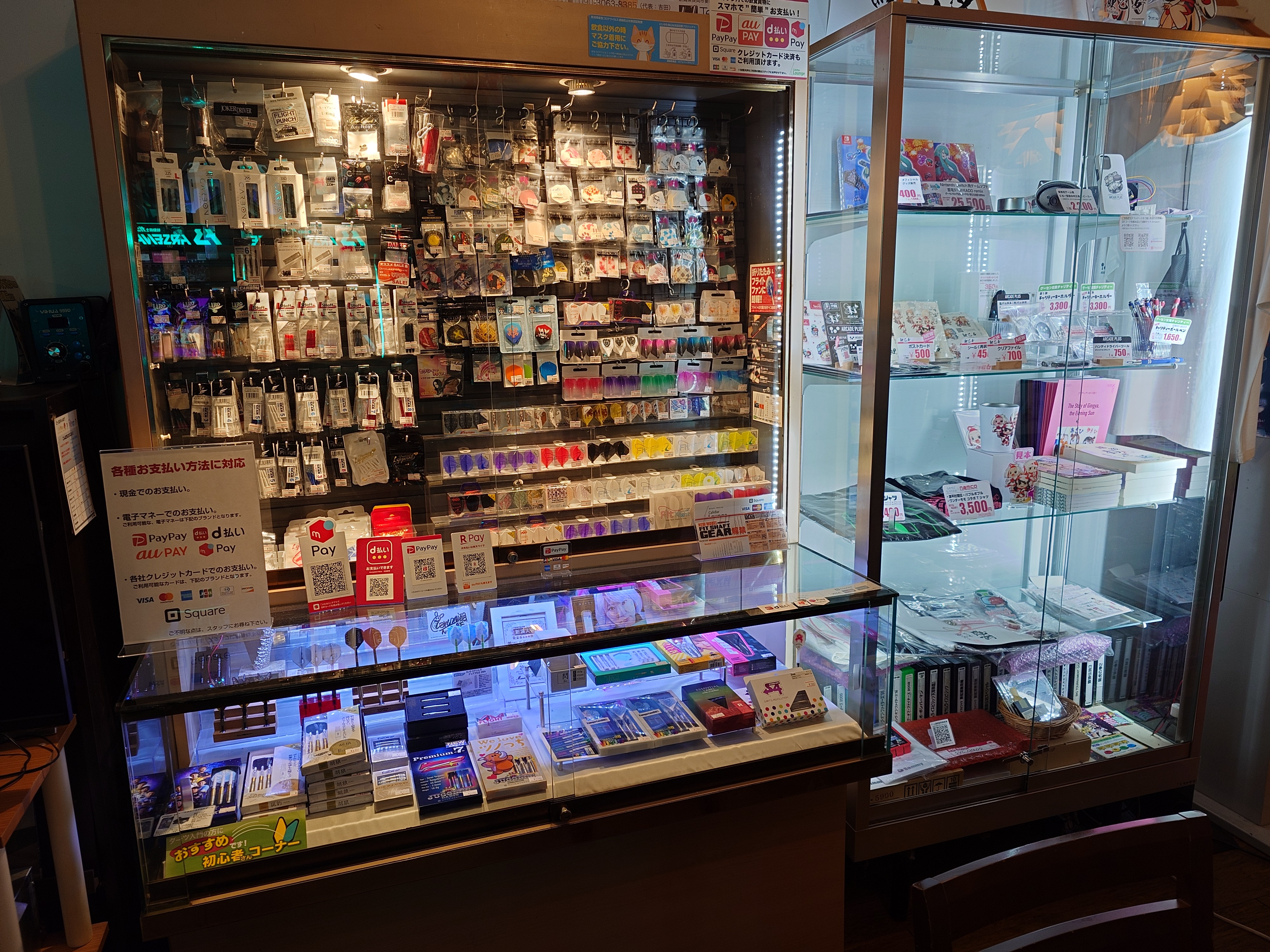
グッズ売り場

### セカンドスタイル
2014年10月31日にオープン。駐車場から最も遠いフロアで禁煙。さらに同フロアは中央に壁があり、2つのエリア分かれている。
入口手前のエリアは、近年の対戦アクションゲームや音楽ゲーム中心のラインナップとなっており、比較的若いプレイヤー向けである。
入口奥のエリアは、大型筐体ゲーム及びシューティングゲーム等のレトロゲームを中心とした構成になっている。また一部ゲームは、プロジェクターを通じて壁に投影している。
同フロアも「ラウンジ」へはフロア内の扉から直接行き来ができる。

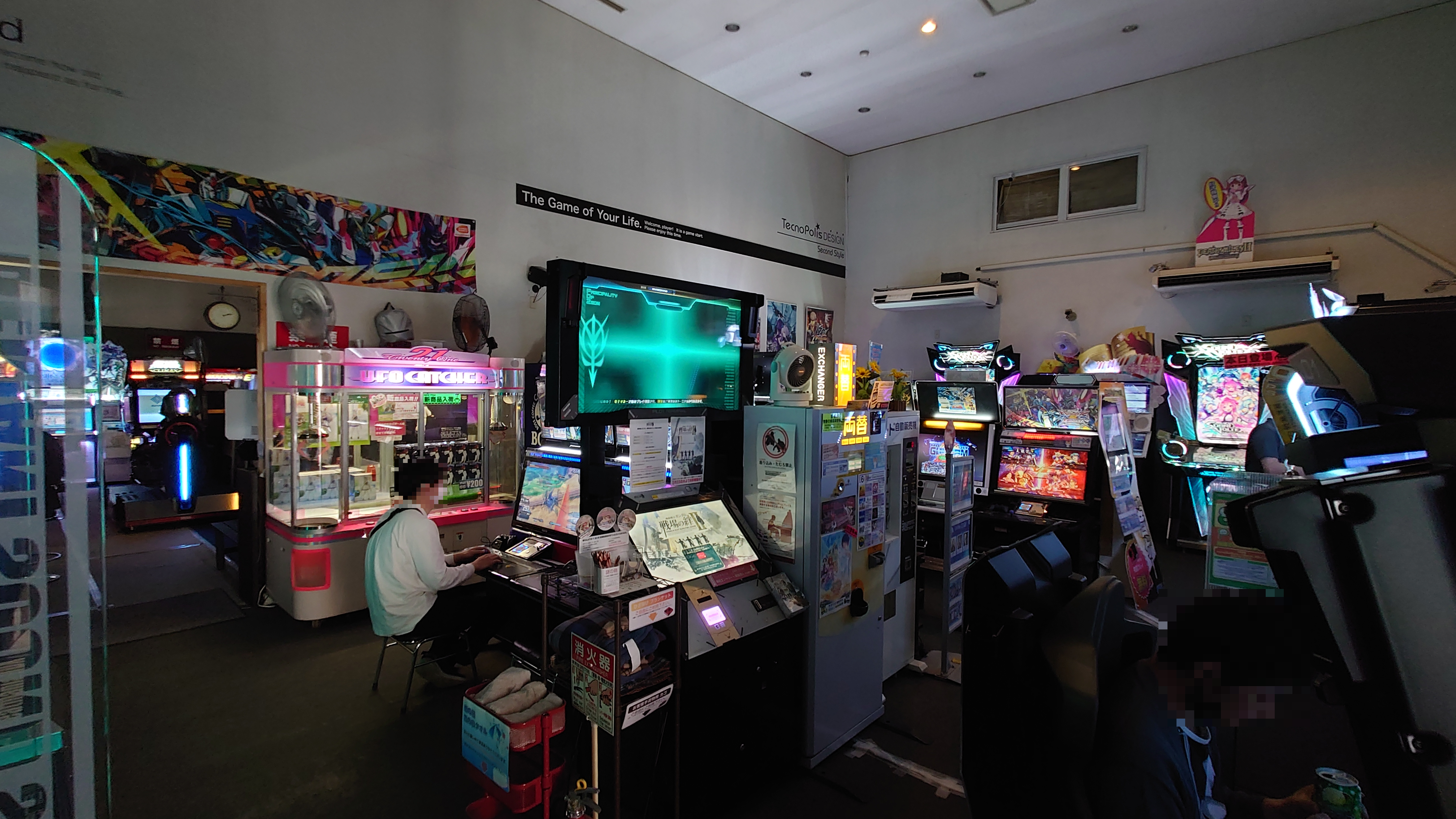
正面
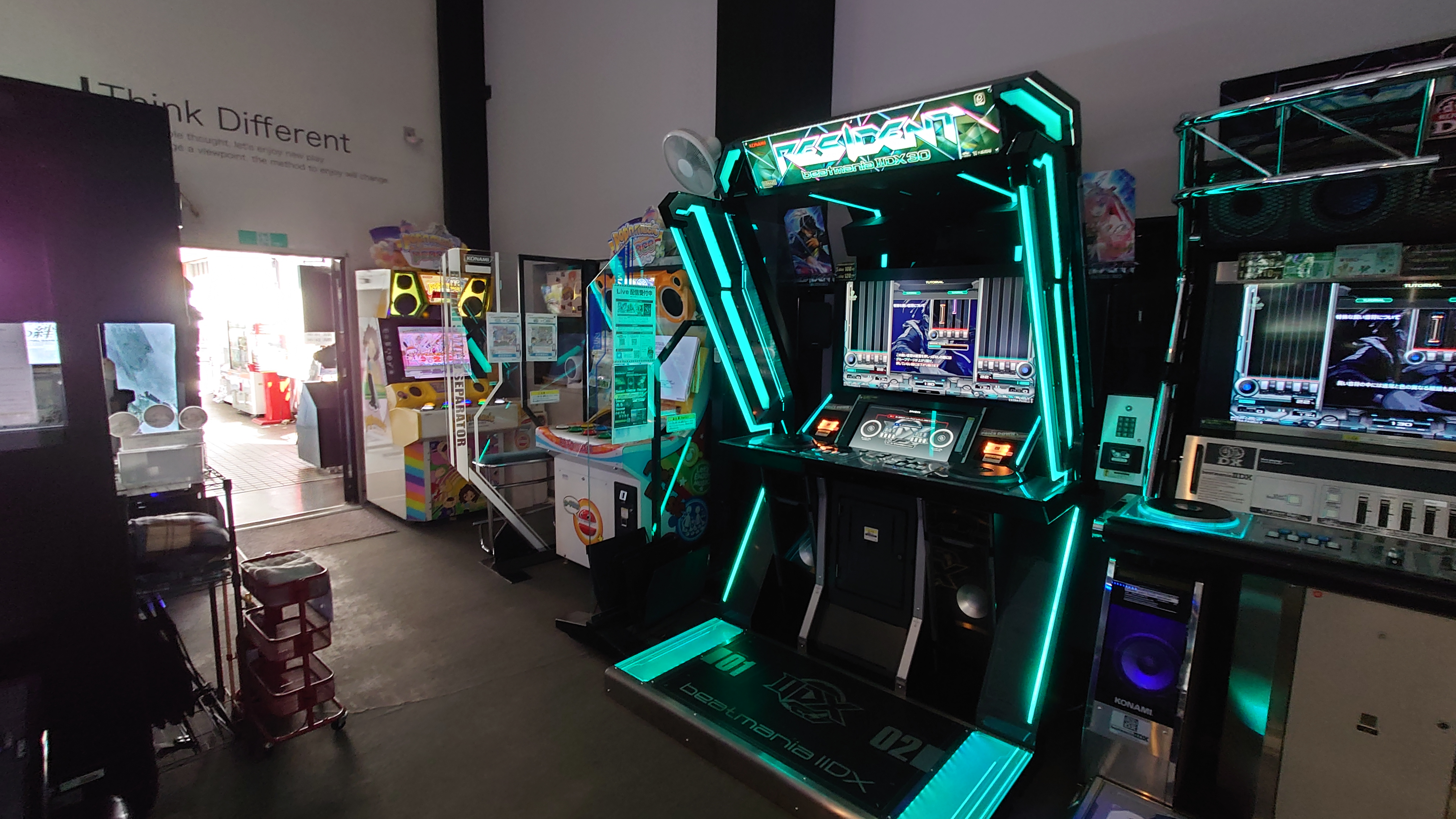
音楽ゲーム
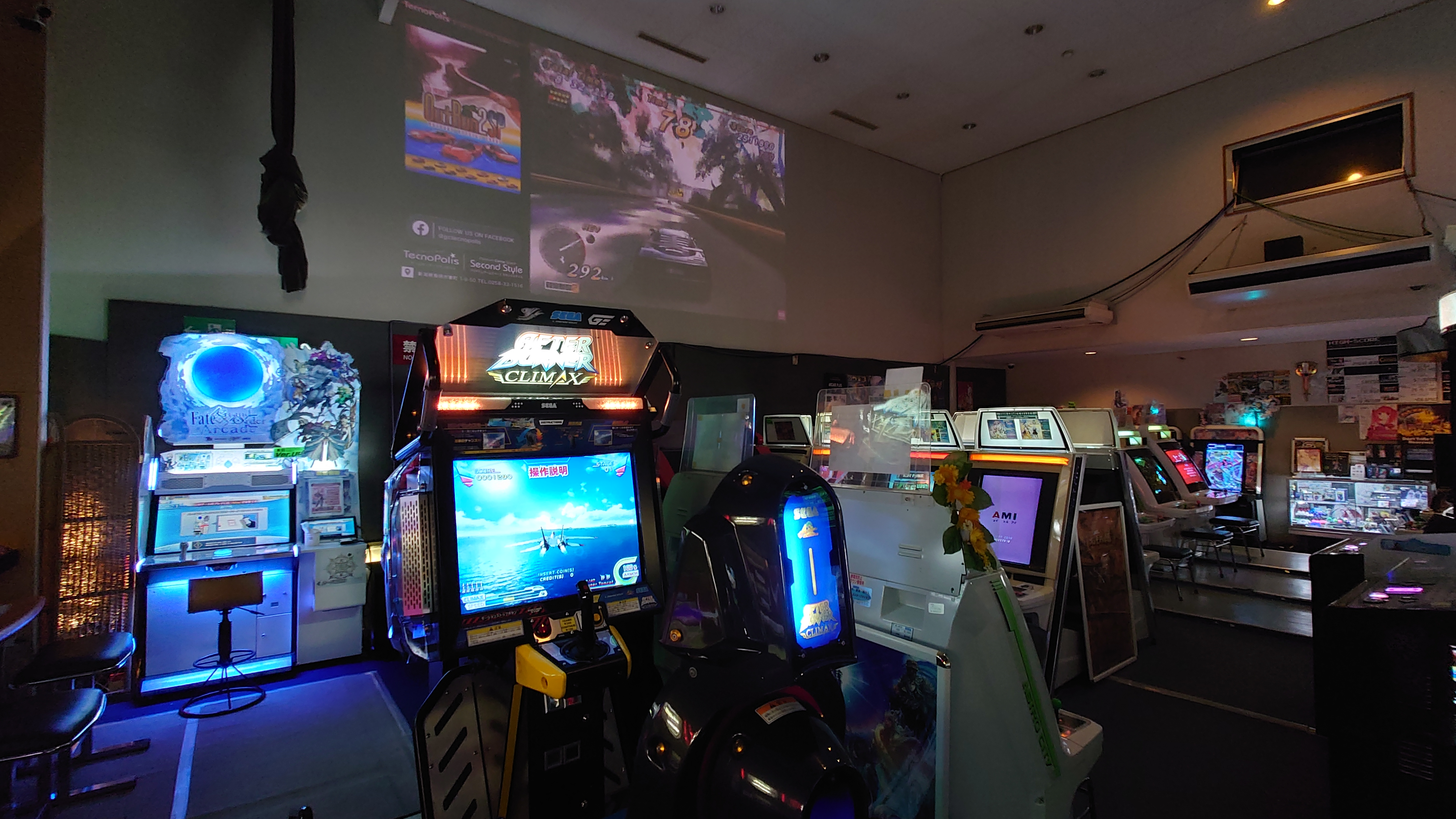
大型筐体ゲーム

## ネット配信
大会・イベントの様子は基本的にYouTube Liveでライブ配信される（外部リンク参照）。
実況は、筐体の近くから店員ないしはイベント運営者・プレイヤーが務めるのが通常である。
大会配信中においては、参加者の顔出しは基本的にはない。交流会などのイベントの際は顔出しをすることがある。
通常時は「常時配信可能タイトル」が用意されており、当日、対象ゲーム筐体が空席の場合、すぐに始められるようになっている。「常時配信可能タイトル」以外のゲームについては、配信機材等の設置やテストを行う必要があるため、事前に問い合わせをする必要がある。なお、配信に必要な機材は店舗側で用意しているため、手ぶらで利用できる。
また「Ci-en」などの有料プラン加入者は、店内Wi-Fiを使用することを条件に自前のPC・アカウントを持参して配信することもできる。

## 主なイベント
大会形式は人数によってトーナメント戦又は、総当たり戦のどちらかを採用している。
対戦会は、参加者同士でひたすら対戦のみを行っている。
また、毎月いずれか1日は『お客様持ち込み企画』枠が用意されており、プレイヤー自身が大会・対戦会等を企画して開催することができる。
イベント終了後、参加者全員で記念写真を撮影し、大会結果と一緒にウェブサイト及びSNSに投稿している。

### 大会・対戦会
- 鉄拳7FR ROUND2 月例大会 - 月1回開催。
- 餓狼伝説スペシャル 月例大会 - 月1回開催。
- 電脳戦機バーチャロン OT5.66 配信対戦会 - 月2回開催。
- 英傑大戦 月例大会 - 月1回開催。
- GUILTY GEAR XX #RELOAD 月例大会 - 月1回開催。
- クイズマジックアカデミー 店舗大会[注 15] - 月1回開催。
- VF3tb VFes 月例大会 - 月1回開催。
- NEOGEO3種[注 16] 月例大会 - 月1回開催。
- ストリートファイター6 ウィークリー大会&対戦会 - 毎週1回開催。

#### 過去の主な大会
- 三国志大戦 月例大会
- タッピングスキルテスト大会
- ペンゴ大会
- 恋姫†演武大会
- ウル4大会
- KOF95大会
- シューティング ラブ。2007 シューティング技能検定大会

### 交流会・トーク会
- バトルガレッガ 交流会 - 毎年11月開催。全国一位のT3-神威氏[4]をお招きして、バトルガレッガを中心とした県内外プレイヤーとの交流会。
- 【2022年08月03日】 ゲーセンラブ。な社長とトーク - トライアングル・サービス＆テクノポリス20周年記念で、藤野社長をお招きして、トゥエルブスタッグについてのプチトーク会[動画 1]。
- 【2015年08月03日】 長岡まつり記念藤野社長トークショー[動画 2]。
- 【2012年10月28日】 藤野社長トークショーin長岡テクノポリス[動画 3]。

### 特別企画
- 新潟事変 - 2012年11月24日～25日にかけてテクノポリスで開催。ゲームセンターテクノポリスと有限会社トライアングルサービス両社の十周年記念イベント。ゲーム音楽LIVE、ゲームのスーパープレイ、トークイベントなど様々な催しが前夜祭も含めた二日間に渡って行われた。当時、映画館のスクリーンを使用した大迫力のゲームプレイが話題となった。[5][6][動画 4]。
- オールドアーケードゲーム展示会【1回目：2013年04月19日～05月01日】【2回目：2013年07月31日～08月04日】【3回目：2016年12月26日～2017年01月09日】  - 全日本テーブル筐体愛好会会長ヒジヤン氏主催のレトロゲーム筐体の展示会で、実際にプレイすることもできる。また、物販や貴重な資料の展示もしている。

### ゆかりのある事物・人物
プレイゾーン　BANG-BOO（バンブー）
新潟県南魚沼市にあるカラオケ施設と併設しているゲームセンター。
店内で設置しているゲーム機の管理サポートをテクノポリスのスタッフが行っている。
レトロ 想い出広場
2021年10月にオープン。新潟県柏崎市にあるレトロパチンコなどを設置したゲームセンター。
バンブー同様、設置しているゲーム機の管理サポートをテクノポリスのスタッフが行っている。
2024年5月20日に閉店。
トライアングル・サービス
東京都の西新宿にあるゲーム製作会社。
当時、吉田氏が『シューティング ラブ。2007』について問い合わせをした後日、突然アポなしで藤野社長がテクノポリスに来店した日から交流が始まった。それ以降、テクノポリスにてさまざまなイベントを開催している（主なイベント参照）。
また、テクノポリスのクラウドファンディング返礼品やチャリティーキーホルダーに描かれている筆を提供している。
ゲーセンミカド
東京都の高田馬場にあるゲームセンター。
テクノポリス同様、ビデオゲームを中心としたラインアップになっている。
トライアングルサービスの藤野社長と新宿にあるゲームバー「16SHOTS」店主の安部氏を通じて交流が始まった。実際、「新潟事変」開催の際はイベント協力として参加。
また、テクノポリスのクラウドファンディングの協力もしている。
中野TRF
東京都の中野ブロードウェイ内にある株式会社EXAが運営しているゲームセンター。正式名称「中野東京ランキングファイターズ」。
テクノポリス同様、ビデオゲームを中心としたラインアップになっている。
同店のチャリティーグッズはテクノポリスデザインが製作・販売を行っている。
細江慎治（めがてん）
サウンドクリエイターで、株式会社スーパースィープ代表取締役。
テクノポリスのクラウドファンディングではサイン入りグッズの協力などもしている。
三和電子
東京都板橋区にあるゲーム機用のレバー・ボタンなどの入力デバイスの製造・販売をしている会社で、店頭でも取り扱っている。
テクノポリスのクラウドファンディングではコラボで、限定Tシャツ・トートバッグを製作した。
ツクリテイデア
毎年1～2回アオーレ長岡で開催される同人誌即売会。
スポンサーとして参加し、新規事業への挑戦＆地元若手クリエイター発掘を目的としている。テクノポリスデザイングッズの販売の他、商談なども行っている。